# ارمیاس کپه‌داغ
ارمیاس کپه‌داغ (نام علمی: Eremias kopetdaghica) (که معمولاً به عنوان تیزروی کپه‌داغ شناخته می‌شود)، گونهای سوسمار است که در ترکمنستان و ایران یافت می‌شود. گاهی نیز به عنوان زیرگونه Eremias strauchi در نظر گرفته می‌شود.